# Zgornji Leskovec
Zgornji Leskovec – wieś w Słowenii, w gminie Videm. W 2018 roku liczyła 171 mieszkańców.